# Luitpoldinger

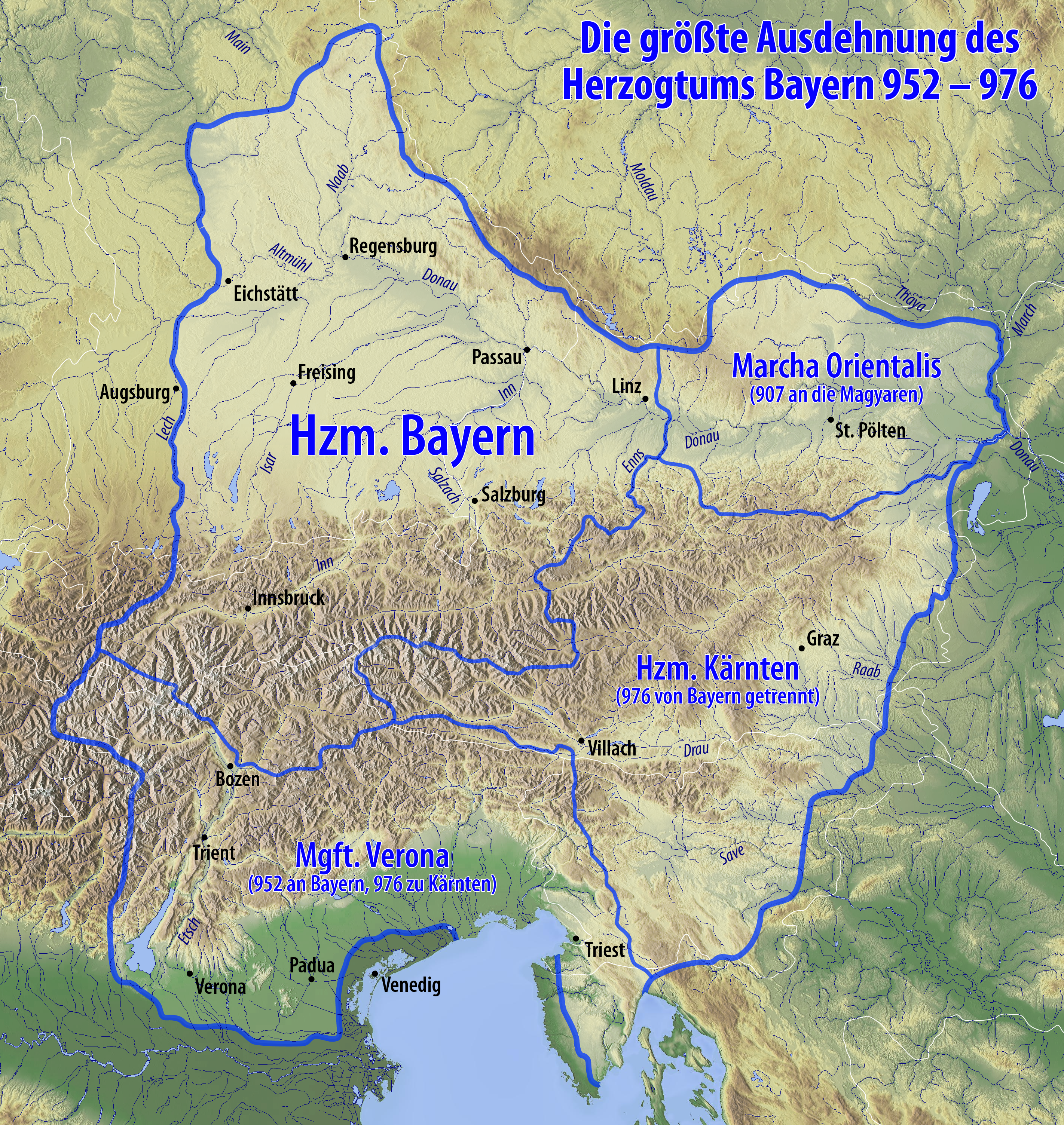
Karte des Herzogtums Bayern im 10. Jahrhundert (Herzogtum Baiern 952–976)

Das frühmittelalterliche Geschlecht der Luitpoldinger stieg in der letzten Phase des ostfränkischen Karolingerreiches zu einer der führenden Familien der fränkischen Reichsaristokratie auf und erreichte im 10. Jahrhundert zeitweise eine königsgleiche Stellung im Stammesherzogtum Bayern. Die Nachkommen des ersten Herzogs, Arnulf, wurden auch als Arnulfinger  bezeichnet.

## Anfänge bis Markgraf Luitpold
Ein eventuelles Verwandtschaftsverhältnis zu den Karolingern und den Huosi ist in der Forschung umstritten. Verschiedene Theorien hierzu sehen sie weitschichtig mit der Mutter Kaiser Arnulfs von Kärnten, Liutswinde, verwandt. Hinweise auf eventuelle Ahnen des ersten gesicherten Luitpoldingers, des Markgrafen Luitpold, geben verschiedene Quellen des Freisinger Bistums. 807 tritt erstmals ein Graf Liutpald in Erscheinung, dessen Grafschaft an der unteren Amper gelegen war. Ob dieser Liutpald bereits zum fränkischen Hochadel gehörte, ist nicht sicher. Vermutlich erhielt er seine Grafschaft erst durch die Einheirat in eine in der Freisinger Gegend ansässige, wichtige Familie. 827 werden verschiedene Schenkungen aus Allershausen an das Hochstift Freising getätigt, dabei wird auch als Zeuge der Verwandte Herigolt erwähnt. 842 wird von diesem Liutpald (I.) das letzte Mal berichtet.
In der Generation nach ihm treten nach Ernestus I. und Ernestus II. dessen Söhne Liutpald (II.) und Heriolt auf. In der rekonstruierten Ahnenreihe wäre dann der unbekannte Sohn Liutpalds II. (in der zweiten Hälfte des 9. Jahrhunderts ist nichts über das Geschlecht überliefert) der Vater Markgraf Luitpolds, des Namensgebers des Geschlechts.
Gesichert ist, dass Luitpold 893 von Kaiser Arnulf als Markgraf in Karantanien und Oberpannonien (Gebiete im heutigen Österreich und Ungarn) eingesetzt wurde und damit die Nachfolge der Wilhelminer antrat. Um 895 erwarb Luitpold die Grafschaften Donaugau und Nordgau um Regensburg und baute damit seine führende Stellung im Südosten des Reiches aus. Von den karolingischen Kaisern wurde er mit Aufgaben in Mähren und der Abwehr der Ungarngefahr betraut, bei der er in der Schlacht von Pressburg 907 ums Leben kam.
Luitpolds Schwager Heriolt oder Herigolt († nach 895), der mit seiner Schwester Rhinia verheiratet war, und dessen Söhne Albrich und Rafolt waren Vögte der Abtei Niederaltaich.

## Bayerisches Sonderkönigtum unter Arnulf
Sein Sohn Arnulf der Böse konnte auf die Grundlagen der Macht, die Luitpold gelegt hatte, aufbauen und nahm bald den Herzogstitel an. Dabei konnte er auf die Unterstützung des bayerischen Adels setzen, der hoffte, dadurch seine Stellung verbessern zu können. Nach einer Reorganisation des Heeres, zu der er auch Kirchengüter einzog und an seine Lehnsvasallen vergab, konnte er die Ungarn bis 913 zurückdrängen und erreichte von ihnen die vertragliche Zusicherung, in Bayern nicht mehr einzufallen.
Auf Reichsebene verfolgte Arnulf eine Politik der Eigenständigkeit in inneren Angelegenheiten und nach außen gegenüber den deutschen Königen Konrad I. und Heinrich I. Zwar beteiligte sich Arnulf an der Wahl Konrads. Ein Eingreifen Arnulfs zugunsten seiner verwandten Herzöge von Schwaben gegen Konrad führte zu einem längeren Konflikt, in dessen Verlauf Arnulf zeitweise zu den Ungarn floh, sich allerdings behaupten konnte. In der Forschung ist bisher nicht geklärt, ob Arnulf sich nach dem Tod Konrads zum Gegenkönig ausrufen ließ, oder ein bayerisches Sonderkönigtum anstrebte. Im Vertrag von Regensburg 921 erkannte Arnulf jedoch nach Kämpfen mit Heinrich dessen Oberhoheit an. Heinrich billigte im Gegenzug Arnulfs eigenständige Herrschaft, zu der die Ernennung von Bischöfen, Einberufung von Synoden und Ausübung eigentlicher Regalien (Münzprägung, Zölle) gehörten. Außenpolitisch unterwarf er Böhmen und versuchte in einem (allerdings gescheiterten) Italienzug 933/934 die Langobardenkrone für seinen Sohn Eberhard zu erlangen, nachdem der langobardische Hochadel ihm diese angeboten hatte.
Eberhard wurde von Arnulf 935 mit Zustimmung des Adels zu seinem Nachfolger designiert und wurde 937 Herzog.

## Abstieg und Ende der Luitpoldinger
König Otto der Große setzte Eberhard jedoch schon 938 nach zwei Feldzügen im Frühjahr und Herbst wegen dessen Widerstandes gegen ihn ab. Zum Konflikt kam es wahrscheinlich, weil Otto die Politik der Akzeptanz der bayerischen Rechte seines Vaters Heinrich nicht fortsetzte. Otto ernannte den jüngeren Bruder Arnulfs, Berthold, zum Herzog von Bayern, nachdem dieser auf die Ausübung des wichtigen Rechts der Bischofsernennung und vielleicht auch auf die Verwaltung des Reichsgutes in Bayern verzichtet hatte. Bertholds Politik war reichs- und königstreu. 943 besiegte er die Ungarn bei Wels und wehrte damit die Ungarneinfälle auf einige Zeit ab.
Nach Bertholds Tod wurde nicht sein Sohn, Heinrich (III.), mit dem Herzogtum belehnt, sondern Heinrich, Ottos Bruder, der 937 Judith, eine Tochter Arnulfs, geheiratet hatte. Den übergangenen Luitpoldingern blieb lediglich das Pfalzgrafenamt, und Arnulf (II.), ein weiterer Sohn von Herzog Arnulf, sein Sohn Berthold sowie sein Vetter Herold, der Erzbischof von Salzburg, beteiligten sich am Liudolfinischen Aufstand. Arnulf fand in einer Schlacht bei Regensburg im Juli 954 den Tod, sein Sohn versuchte vergeblich, sich mit den Ungarn zu verbünden. Herold wurde in der Schlacht bei Mühldorf 955 gefangen genommen und abgesetzt.
983 konnte mit Heinrich III. noch einmal ein Luitpoldinger auf den bayerischen Herzogsthron zurückkehren. Allerdings musste er 985 bereits Heinrich dem Zänker weichen, der sich mit Otto wieder ausgesöhnt hatte. Heinrich III. wurde dafür mit dem Herzogtum Kärnten entschädigt, dem auch die seit 952 von Bayern aus verwalteten Marken in Italien zugeschlagen wurden. Mit seinem Tod 989 endet die sicher nachweisbare männliche Linie der Luitpoldinger.
Eine wahrscheinliche verwandtschaftliche Beziehung zu den Luitpoldingern besteht zu den sogenannten Babenbergern, wo der Name Luitpold in jeder Generation vorkommt und der reiche Besitz in Bayern eine direkte Verwandtschaft in männlicher Linie wahrscheinlich macht. Da Luitpald/Leopold praktisch der Leitname der Babenberger war, wurden sie gelegentlich auch als die jüngeren Luitpoldinger bezeichnet.
Nach den Europäischen Stammtafeln Band I. war Leopold I. Graf im Donaugau und ab 976 Markgraf der östlichen bayrischen Mark – des späteren Österreich – ein jüngerer Sohn von Herzog Arnulf dem Bösen von Bayern. Demnach wären die Babenberger ein jüngerer Zweig der Luitpoldinger. Dafür spricht neben dem Leitnamen Luitpold und der Markgrafschaft im Herzogtum Bayern auch die Tatsache, dass die Söhne des Markgrafen Leopold I. bedeutende Funktionen bekleideten: Heinrich und Adalbert waren Markgrafen von Österreich (984–1018 bzw. 1018–1053), Ernst war Herzog von Schwaben (1012–1015), Poppo war Erzbischof von Trier (1016–1047) und Luitpold Erzbischof von Mainz (1051–1059).
Eine verwandtschaftliche Verbindung zu den Wittelsbachern, wie sie im Großen Brockhaus behauptet wird, ist nicht bewiesen, aber auch nicht auszuschließen. Die Theorien, die eine solche Verbindung in Erwägung ziehen, gehen davon aus, dass der spätere Graf von Scheyern und Ahnherr der Wittelsbacher, Otto, ein direkter Nachkomme von Berthold, dem jüngsten Sohn Herzog Arnulfs, sei.